# Cinque Nazioni 1980
Il Cinque Nazioni 1980 (in inglese 1980 Five Nations Championship; in francese Tournoi des Cinq Nations 1980; in gallese Pencampwriaeth y Pum Gwlad 1980) fu la 51ª edizione del torneo annuale di rugby a 15 tra le squadre nazionali di Francia, Galles, Inghilterra, Irlanda e Scozia, nonché l'86ª in assoluto considerando anche le edizioni dell'Home Nations Championship.
La vittoria finale fu dell'Inghilterra capitanata da Bill Beaumont, che si aggiudicò il torneo per la ventottesima volta, prima indivisa dal 1963 e primo Grande Slam dal 1957.
L'autorevole affermazione inglese chiudeva anche un digiuno di vittorie in Francia che durava dalla citata edizione del 1963 (da allora solo sei sconfitte e un pareggio), riportava in patria la Triple Crown che mancava dal 1960, segnava il ritorno della vittoria a Cardiff in 17 anni e, più in generale, la prima vittoria in assoluto contro il Galles dal 1973, anno dell'ultimo titolo inglese, benché in condominio con le altre quattro partecipanti.
Il valore delle marcature, come stabilito dall’IRFB nel 1977, era: 4 punti per ciascuna meta (6 se trasformata), 3 punti per la realizzazione di ciascun calcio piazzato, idem per il drop.

## Nazionali partecipanti e sedi
| Squadra     | Città     | Impianto interno   |
| ----------- | --------- | ------------------ |
| Francia     | Parigi    | Parco dei Principi |
| Galles      | Cardiff   | National Stadium   |
| Inghilterra | Londra    | Twickenham         |
| Irlanda     | Dublino   | Lansdowne Road     |
| Scozia      | Edimburgo | Murrayfield        |

## Risultati

### 1ª giornata
| Arbitro: | Alan Hosie |

|                                            |      |              |
| Rees 34’ Holmes 42’ Richards 65’ Price 74’ | mt   | 62’ Marchal  |
| W.G. Davies 42’                            | tr   | 62’ Caussade |
|                                            | drop | 15’ Caussade |

| Arbitro: | Corris Thomas |

|                                        |      |                        |
| S Smith 32’ Slemen 39’ J. Scott 80e+7’ | mt   |                        |
| Hare 9’, 45’                           | c.p. | 16’, 20’, 23’ Campbell |

### 2ª giornata
| Arbitro: | Clive Norling |

|                     |      |                          |
| Rives 2’ Averus 74’ | mt   | 26’ Preston 35’ Carleton |
| Caussade 74’        | tr   |                          |
| Caussade 15’        | c.p. | 11’ Hare                 |
|                     | drop | 40’, 43’ Horton          |

| Arbitro: | Gilbert Chevrier |

|                          |      |                   |
| Keane 40’ T. Kennedy 56’ | mt   | 8’, 80’ Johnston  |
| Campbell 40’             | tr   | 8’, 80’ A. Irvine |
| Campbell 22’, 30’, 60’   | c.p. | 1’ A. Irvine      |
| Campbell 76’             | drop |                   |

### 3ª giornata
| Arbitro: | David Burnett |

|                    |      |                        |
|                    | mt   | 17’ Squire 77’ E. Rees |
| Hare 15’, 68’, 80’ | c.p. |                        |

| Arbitro: | John West |

|                                   |      |                          |
| Rutherford 21’ A. Irvine 69’, 77’ | mt   | 17’ Gallion 43’ Gabernet |
| A. Irvine 69’ Renwick 77’         | tr   |                          |
| A. Irvine 78’, 80+1’              | c.p. | 29’ Gabernet             |
|                                   | drop | 54’ Caussade             |

### 4ª giornata
| Arbitro: | Alan Hosie |

|                  |      |                        |
| Gourdon 42’, 58’ | mt   | 60’ McLennan           |
| Aguirre 58’      | tr   | 60’ Campbell           |
| Aguirre 47’, 53’ | c.p. | 20’, 24’, 67’ Campbell |
| Pedeutour 67’    | drop | 41’ Campbell           |

| Arbitro: | Laurie Prideaux |

|                            |      |           |
| Holmes L. Keen D. Richards | mt   | A. Irvine |
| Fenwick                    | tr   | Renwick   |
| Blyth                      | c.p. |           |

### 5ª giornata
| Arbitro: | Laurie Prideaux |

|                                           |      |              |
| Irwin 9’ J. O'Driscoll 53’ Fitzgerald 70’ | mt   | 79’ R. Blyth |
| Campbell 9’, 53’, 70’                     | tr   |              |
| Campbell 44’                              | c.p. | 3’ Fenwick   |

| Arbitro: | Jean-Pierre Bonnet |

|                          |      |                                                |
| Tomes 58’ Rutherford 69’ | mt   | 16’, 30’, 65’ Carleton 27’ Slemen 47’ S. Smith |
| A. Irvine 58’, 69’       | tr   | 16’, 27’ Hare                                  |
| A. Irvine 40’, 46’       | c.p. | 43’, 61’ Hare                                  |

## Classifica
| Pos | Squadra     | G | V | N | P | PF | PS | DP  | Pt |
| --- | ----------- | - | - | - | - | -- | -- | --- | -- |
| 1   | Inghilterra | 4 | 4 | 0 | 0 | 80 | 48 | +32 | 8  |
| 2   | Galles      | 4 | 2 | 0 | 2 | 50 | 45 | +5  | 4  |
| 3   | Irlanda     | 4 | 2 | 0 | 2 | 70 | 65 | +5  | 4  |
| 4   | Francia     | 4 | 1 | 0 | 3 | 55 | 75 | −20 | 2  |
| 5   | Scozia      | 4 | 1 | 0 | 3 | 61 | 83 | −22 | 2  |